# Grupo de Bagé
O Grupo de Bagé foi um grupo de artistas atuantes em Bagé e Porto Alegre, no Rio Grande do Sul, Brasil, importante para a atualização da arte sulina entre os anos 40 e 50. Sua atuação é reconhecida também como uma contribuição significativa para a democratização da arte brasileira.
O Grupo era formado inicialmente por Pedro Wayne, Ernesto Wayne, Ernesto Costa, Jacy Maraschin, Deni Bonorino, Clóvis Chagas, Júlio Meireles, Glauco Rodrigues, Glênio Bianchetti, Carlos Scliar e José Morais, e depois se agregaram Vasco Prado, Francisco Stockinger, Danúbio Gonçalves, Geraldo Trindade Leal e José Morais. Ficaram mais conhecidos como membros do grupo, entretanto, apenas Scliar, Bianchetti, Gonçalves e Rodrigues. O nome nasceu após uma exposição realizada em Porto Alegre em 1948, na galeria do Correio do Povo, quando eles foram chamados de "os novos de Bagé" pela imprensa local.
Defendiam a popularização da arte através da abordagem de temas sociais e regionais, num estilo figurativo realista com traços expressionistas. O Grupo foi uma influência direta para a formação do Clube de Gravura de Porto Alegre, do Clube de Gravura de Bagé e do Museu da Gravura Brasileira, que renovaram as artes gráficas brasileiras nos anos 50 através de uma proposta semelhante.